# Teddy Alloh
Teddy Alloh (Parigi, 23 gennaio 2002) è un calciatore francese, difensore o centrocampista del Penafiel.

## Biografia
Nato in Francia, ha origini ivoriane.

## Carriera
Ex giocatore del settore giovanile del Paris FC, Alloh si è unito al Paris Saint-Germain nel 2015. Ha firmato il suo primo contratto professionistico il 29 giugno 2020, valido fino a giugno 2023.
Il 20 gennaio 2022 è stato prestato ai belgi dell'Eupen in prestito fino a fine stagione. Il 6 settembre 2022 ha firmato un contratto fino a giugno 2025.

## Statistiche

### Presenze e reti nei club
Statistiche aggiornate al 24 settembre 2023.
| Stagione        | Squadra               | Campionato      | Campionato | Campionato | Coppe nazionali | Coppe nazionali | Coppe nazionali | Coppe continentali | Coppe continentali | Coppe continentali | Altre coppe | Altre coppe | Altre coppe | Totale | Totale | Totale |
| Stagione        | Squadra               | Comp            | Pres       | Reti       | Comp            | Pres            | Reti            | Comp               | Pres               | Reti               | Comp        | Pres        | Reti        | Pres   | Reti   |        |
| --------------- | --------------------- | --------------- | ---------- | ---------- | --------------- | --------------- | --------------- | ------------------ | ------------------ | ------------------ | ----------- | ----------- | ----------- | ------ | ------ | ------ |
| 2021-2022       | Paris Saint-Germain 2 | N2              | 2          | 0          |                 | -               | -               |                    | -                  | -                  |             | -           | -           | 2      | 0      |        |
| 2021-2022       | Eupen                 | PL              | 12         | 0          | CB              | 2               | 0               |                    | -                  | -                  |             | -           | -           | 14     | 0      |        |
| 2022-2023       | Eupen                 | PL              | 10         | 0          | CB              | 1               | 0               |                    | -                  | -                  |             | -           | -           | 11     | 0      |        |
| 2023-2024       | Eupen                 | PL              | 6          | 0          | CB              | 0               | 0               |                    | -                  | -                  |             | -           | -           | 6      | 0      |        |
| Totale carriera | Totale carriera       | Totale carriera | 30         | 0          |                 | 3               | 0               |                    | -                  | -                  |             | -           | -           | 33     | 0      |        |